# 五島市立戸岐小学校
五島市立戸岐小学校（ごとうしりつ とぎしょうがっこう）は、かつて長崎県五島市戸岐町にあった公立小学校。

## 概要
歴史
1875年（明治8年）に「福江小学校 戸岐分校」として開校。1880年（明治13年）に、移管により「奥浦小学校 戸岐分校」となった後、1886年（明治19年）に独立。数回の改称を経て2004年（平成16年）に「五島市立戸岐小学校」となった。2006年（平成18年）3月末をもって閉校し、131年の歴史に幕を下ろした。

校章
海の波をイメージした絵を背景にして、中央に校名の「戸岐小」の文字（縦書き）を置いている。
校歌
作詞は中島英治、作曲は松尾政彦による。歌詞は4番まであり、各番に校名の「戸岐」が登場する。
校区
住所表記で五島市の後に「戸岐町」が続く地区（閉校後は五島市立奥浦小学校区）。中学校区は五島市立奥浦中学校。

## 沿革
- 1875年（明治8年）7月 - 戸岐村に「第五大学区 第五中学区 福江小学校 戸岐分校」が開校。
- 1878年（明治11年）- 校長（分校長）に香川虎吉が就任。
- 1880年（明治13年）7月 - 移管により「公立中等奥浦小学校 戸岐分校」に改称。
- 1886年（明治19年）9月 - 小学校令の施行により、奥浦小学校から分離し、簡易科（修業年限3年）を設置の上「簡易戸岐小学校」として独立。
- 1889年（明治22年）4月 - 町村制の施行により、南松浦郡奥浦村立の小学校となる（奥浦村と戸岐村が合併）。
- 1892年（明治25年）9月 - 小学校令の改正により、尋常科（修業年限4年）を設置の上「戸岐尋常小学校」に改称。
- 1900年（明治33年）4月 - 1学級を増設し、2学級編成（1・2年複式 / 3・4年複式）とする。
- 1908年（明治41年）4月 - 小学校令の改正により、義務教育年限（尋常科の修業年限）が4年から6年に延長される。
  - 尋常科5年を設置の上、1学級を増設し3学級編成（1・2年複式 / 3・4年複式 / 5・6年複式 ）とする。
  - 義務教育年限の延長により収容児童数が増加したため、校舎の増築を行う。
- 1909年（明治42年）4月 - 尋常科6年を設置。
- 1912年（明治45年）- 戸岐実業補習学校（修業年限3年）が併置される。
- 1917年（大正6年）- 併設の実業補習学校が「青年訓練戸岐実業補習学校」となる。
- 1919年（大正8年）- 半泊分教場を設置。
- 1923年（大正12年）- 実業補習学校の修業年限が4年（予科2年・本科2年、計4年）となる。
- 1932年（昭和7年）4月1日 - 高等科が併置され「戸岐尋常高等小学校」に改称（尋常科6年・高等科2年）。半泊分教場にも高等科を併置。
- 1936年（昭和11年）- 前年の青年学校令の施行により、併設の実業補習学校が「戸岐青年学校」となる。
- 1941年（昭和16年）4月1日 - 国民学校令の施行により、「奥浦村 戸岐国民学校」に改称。尋常科を初等科に改める（初等科6年・高等科2年）。
- 1947年（昭和22年）4月1日 - 学制改革（六・三制の実施）が行われる。
  - 旧・戸岐国民学校の初等科が改組され、「奥浦村立戸岐小学校」となる。
  - 旧・戸岐国民学校の高等科が改組され、「奥浦村立戸岐中学校」（新制中学校）となり、小学校に併設される。
- 1948年（昭和23年）4月1日 - 半泊分教場を「半泊分校」に改称。
- 1951年（昭和26年）4月1日 - 併設の戸岐中学校が奥浦村立奥浦中学校に統合されたため、小学校単独校となる。
- 1953年（昭和28年）- 半泊分校校舎の増改築を実施。
- 1954年（昭和29年）4月1日 - 町制合併・市制施行により、「福江市立戸岐小学校」に改称。
- 1956年（昭和31年）9月 - 台風12号により旧校舎が傾斜。
- 1957年（昭和32年）
  - 4月 - ピアノが寄贈される。
  - 5月 - 災害復旧工事が完了。
- 1961年（昭和36年）
  - 4月 - テレビを設置。
  - この年 - 半泊分校の運動場でコンクリート舗装を実施。
- 1962年（昭和37年）4月 - 鼓笛隊を創設。運動場に雲梯を設置。
- 1964年（昭和39年）8月 - 台風により校舎が大きな損害を受ける。
- 1966年（昭和41年）6月 - 新校舎建設のため、戸岐公民館を仮校舎として使用開始。
- 1967年（昭和42年）
  - 1月 - 鉄筋コンクリート造2階建ての校舎が完成。
  - 4月 - ミルク給食を開始。
- 1970年（昭和45年）3月 - 泉水工事が完了。
- 1971年（昭和46年）- 半泊分校の新校舎が完成。
- 1974年（昭和49年）11月 - カラーテレビが寄贈される。
- 1976年（昭和51年）
  - 2月 - 創立100周年記念碑が建立される。
  - 5月 - 校旗を制定。
- 1977年（昭和52年）6月 - 国旗掲揚台が完成。
- 1978年（昭和53年）4月 - 給食の脱脂粉乳を生乳に切り替える。
- 1979年（昭和54年）
  - 3月 - 卒業記念として校門門柱が設置される。
  - 1月 - ピアノを購入。睦友館が完成。
- 1985年（昭和60年）
  - 4月 - 体育館が完成。
  - 9月 - 新校門門柱が建立される。
- 1987年（昭和62年）10月 - 台風により校地・校舎に被害を受ける。
- 1988年（昭和63年）
  - 3月 - 音楽室が完成。
  - 9月 - 長崎市立西坂小学校と交流学習を行う。
- 1989年（平成元年）10月 - 富江町立長峰小学校[2]と交流学習を行う。
- 1991年（平成3年）7月 - センター方式による完全給食を開始。
- 2002年（平成14年）3月31日 - 半泊分校が休校となる。これに伴い半泊地区と戸岐小学校本校の間にスクールバスの運行を開始。
- 2004年（平成16年）8月1日 - 市町村合併により、「五島市立戸岐小学校」に改称。
- 2006年（平成18年）3月31日 - 五島市立奥浦小学校への統合のため閉校。休校中の半泊分校（北緯32度46分32.4秒 東経128度48分11.6秒 / 北緯32.775667度 東経128.803222度）も廃止される。

## 交通アクセス
最寄りの道路
- 長崎県道162号河務福江線

## 周辺

### 半泊分校
かねてより限界集落として深刻な過疎化に晒されていた半泊集落について、五島市は過疎化対策の一環として2008年2月に平屋一階建ての半泊分校跡地を民間人に貸し出した。この貸し出しにより、半泊分校校舎は民間営業の予約制宿泊施設および体験型学習・研修施設として現存している。
また、近在徒歩2分に隠れキリシタンの教会、半泊教会がある。

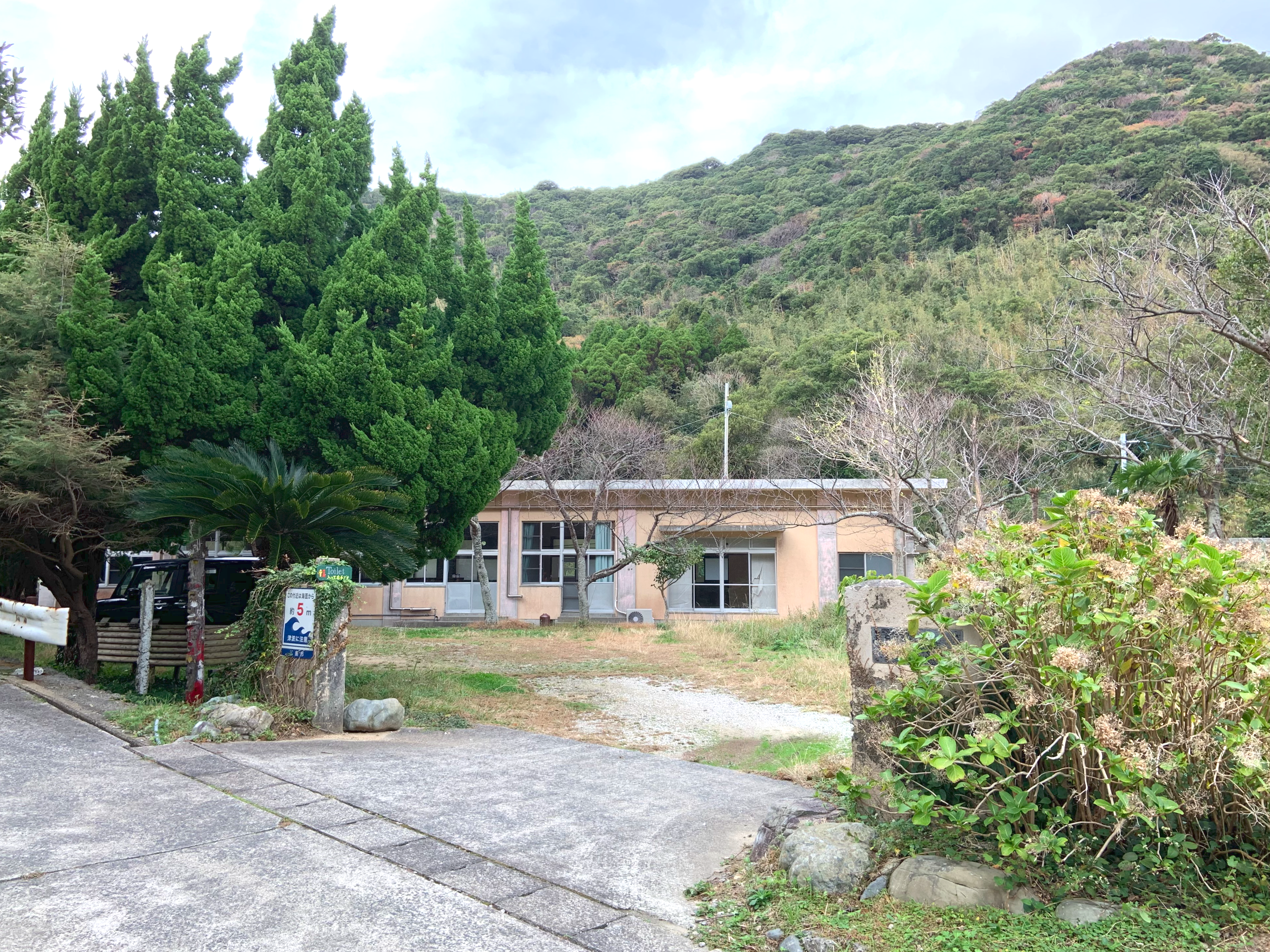
旧校舎。
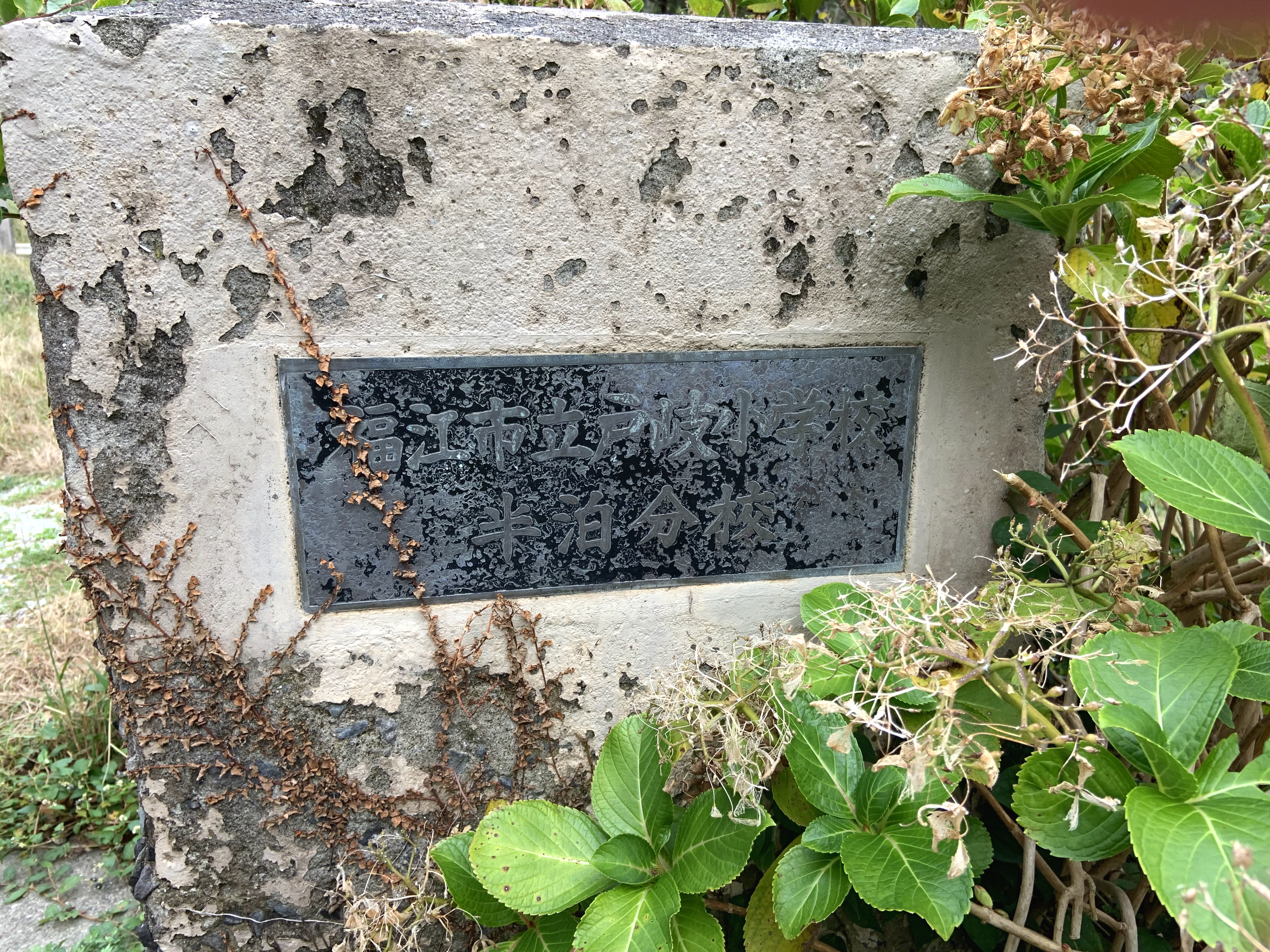
正門右門柱。
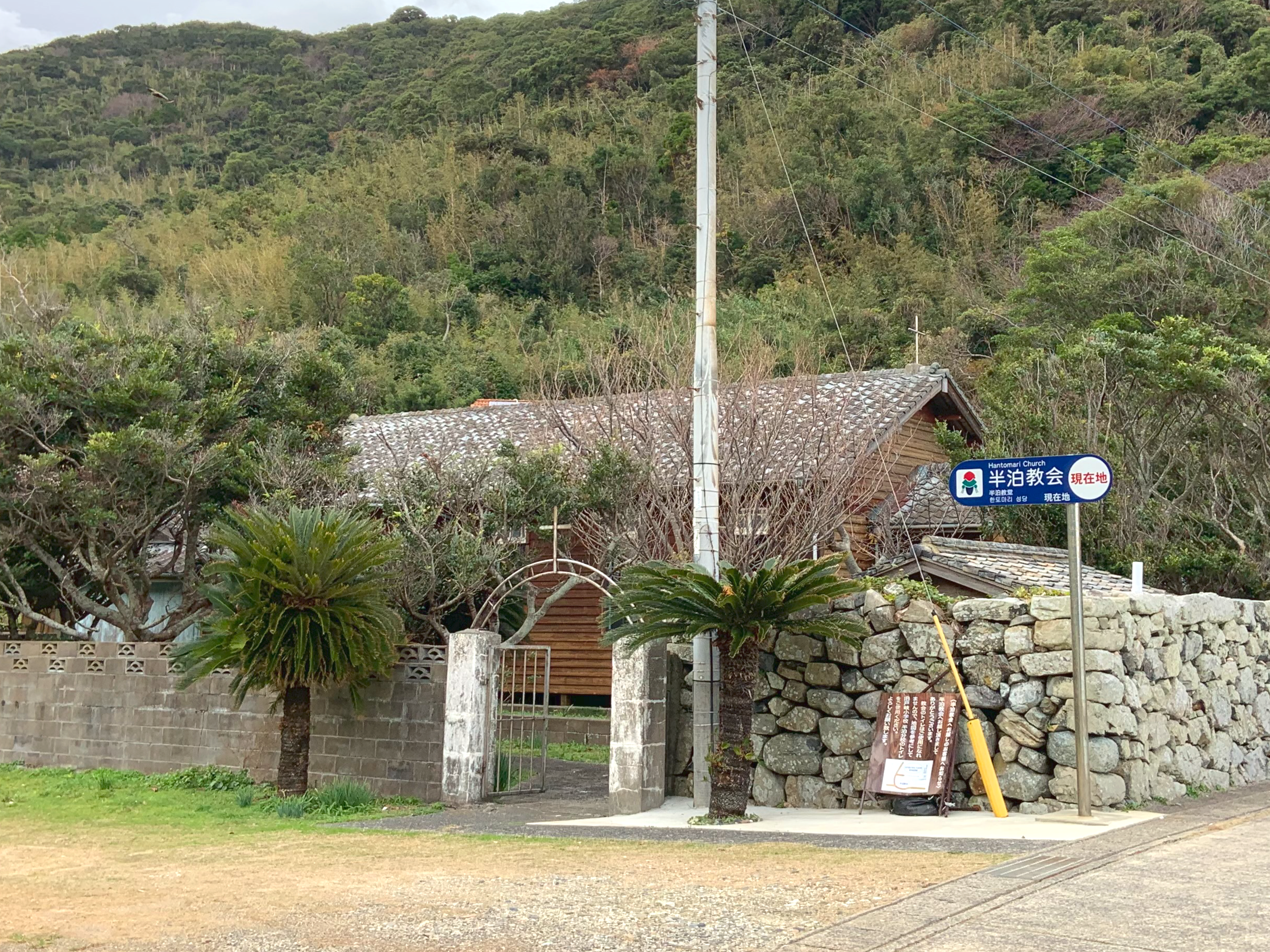
近在半泊教会、外観。
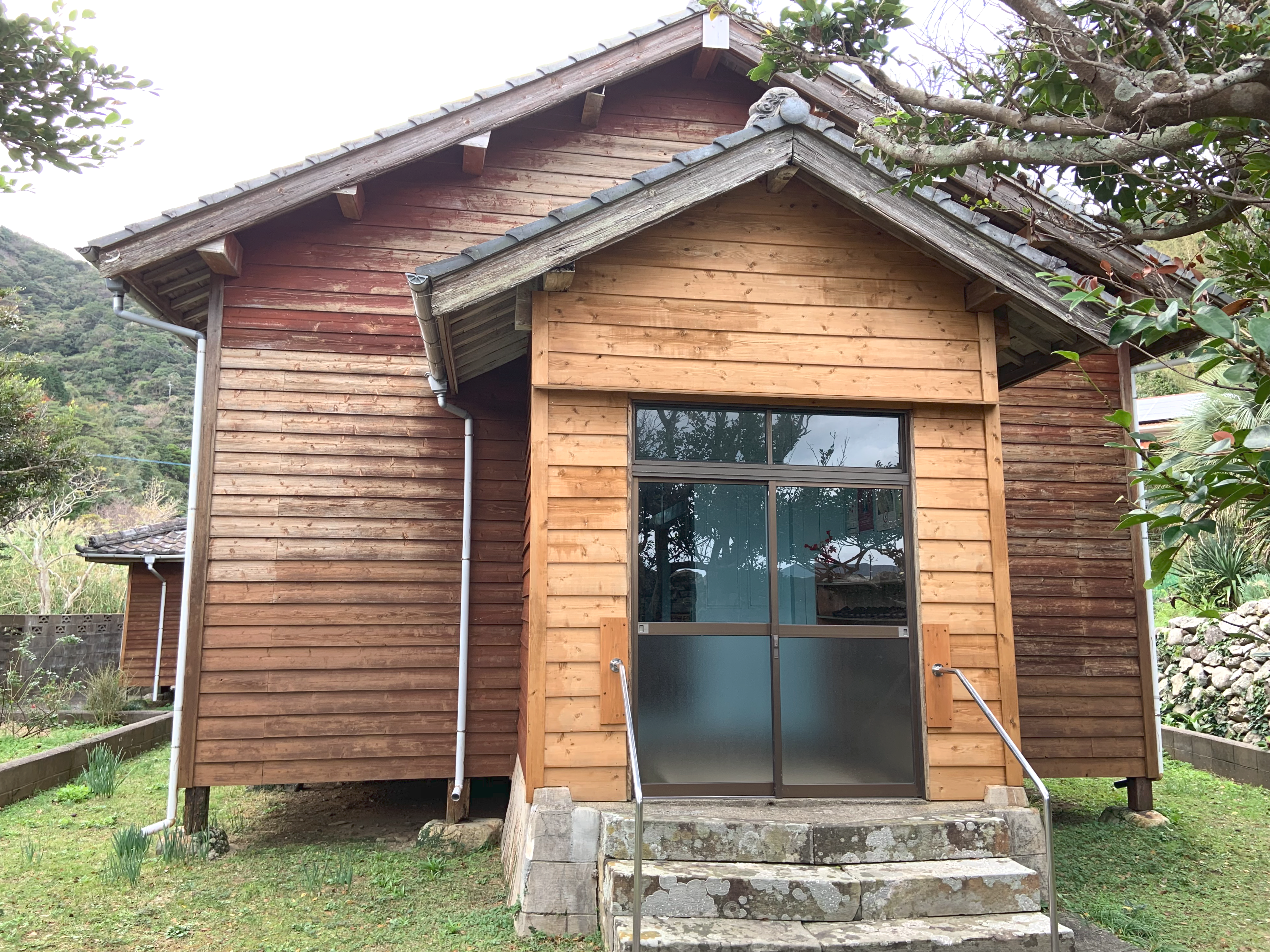
近在半泊教会、入口。

## 参考資料
- 「福江市史 上巻」（1995年（平成7年）3月31日, 福江市）第3編 教育・文化、第2章 学校教育、第2節 学校の沿革と現況 p.370